# Juda al-Ḥarizi
Juda al-Ḥarizi (hébreu : יהודה בן שלמה אלחריזי, Yehouda ben Shelomo al-Harizi, arabe : يحيا بن سليمان بن شاؤل أبو زكريا الحريزي اليهودي من أهل طليطلة, Yahya bin Sulaiman bin Sha'ul abu Zakaria al-Harizi al-Yahudi min ahl Tulaitila) est un poète, traducteur et rabbin du Moyen Âge d'expression hébraïque et arabe, né à Tolède vers 1165 et mort à Alep en 1225.

## Biographie
Il est originaire de Tolède, à l'époque où elle était aux mains des chrétiens, mais avait encore préservé sa culture arabe. Il a vécu quelques années en Provence où il a traduit en hébreu, pour un public juif non-arabophone, des ouvrages d'auteurs juifs écrits en arabe. Rentré en Espagne en 1190, il entreprend vers 1215 un long voyage en Orient : de Marseille, il fait voile pour l’Égypte ; il visite Alexandrie, puis le Caire ; il se rend ensuite en Palestine, en Syrie, en Irak, où il aurait vu les tombes d'Ezéchiel et d'Ezra. Il s'est également rendu à Damas, Homs, et Alep, sa dernière destination.

### La biographie d'al-Harizi composée par Ibn al-Sha'âr al-Mawsili
Joseph Sadan (en) a découvert et publié en 1996 la biographie de Yehuda al-Harizi composée par Ibn al-Sha'âr al-Mawsili (mort en 1256). « Bien que Ibn al-Sha'âr al-Mawsili considère al-Harizi comme un poète arabe, il ne voit pas pour autant en lui un Arabe tout court : il souligne son origine espagnole (Espagne chrétienne) et fait mention de sa religion juive et de ses nombreux écrits en hébreu ». Mais « le biographe décrit al-Harizi à un public qui ne s'intéressait qu'au côté arabe d'al-Harizi » ; aussi cite-t-il exclusivement plusieurs poèmes arabes de l'auteur. 
Jusqu'alors, on ignorait l'existence de ces textes arabes d'al-Harizi, destinés à un auditoire musulman aristocratique, les chercheurs lui attribuant des ouvrages en hébreu exclusivement. Les spécialistes ignoraient aussi que cet auteur était mort à Alep, et pensaient qu'après un voyage au Moyen-Orient il était revenu dans son Espagne natale. Or d'après Joseph Sadan, Yehuda al-Harizi n'avait pas projeté ce retour ; il considérait les terres arabes comme le centre de la culture dont il était le plus familier, bien qu'il fût né dans l'Espagne chrétienne. Al-Harizi a composé des poèmes en arabe de grande qualité pour les princes de Syrie, qui l'ont généreusement rémunéré ; il a aussi composé des poèmes en hébreu et de la prose rimée pour les différentes communautés juives qu'il a visitées.
Le biographe du XIIIe siècle indique sa principale source d'information : le vizir al-Mubarak ibn Ahmad ibn al-Mubarak al-Irbili, connu sous le nom de al-Mustawfi (mort en 1239).

## Poésie

### En hébreu
Yehuda al-Harizi est l'auteur de Thahkemoni, où il raconte ses voyages et trace le tableau de la vie et des mœurs des juifs de son époque ; il s'agit d'un poème en hébreu, calqué sur les Makâmât arabes (ou Séances) de Al-Hariri. Il se présente sous la forme d'un recueil de 50 séances. Il a été imprimé pour la première fois à Constantinople en 1578.
Le narrateur y livre ses réflexions sur le voyage :

« Si le voyage est mauvais et la marche conduit à la perplexité, s'il est plein d'amertume, le voyageur qui trébuche trouvera son salut en marchant, une guérison à ses plaies, car en voyageant l'homme atteint son but, il se renforce, il s'affermit. […] L'errant recueille le fruit de ses recherches. Celui qui reste sans bouger est comme une pierre immobile. En marchant il connaîtra de nouveaux visages et guérira son cœur des blessures profondes. Il connaîtra une nouvelle jeunesse et son aurore scintillera »

— Yehuda al-Harizi, séance XXVI, des choses du voyage
.

### En arabe
Y. Yahalom and Y. Blau ont réédité en 2002 une maqama d'al-Harizi, diffusée aussi bien en judéo-arabe (c'est-à-dire en arabe transcrit dans l'alphabet hébraïque) qu'en caractères arabes, Al-rawḍah al-anīqah (Le Jardin élégant) d'al-Harizi, qui évoque les communautés juives qu'Yehuda al-Harizi a visitées.  
Selon Joseph Sadan, les œuvres en arabe les plus réussies de Yehuda al-Harizi sont les poèmes longuement mûris destinés à être lus en présence des divers souverains et mécènes musulmans, depuis l’Andalus jusqu'à la haute Mésopotamie (en Irak), écrits en caractères arabes, et dont plusieurs sont cités dans la biographie d'Ibn al-Sha'âr al-Mawsili ; voici un extrait de l'un d'eux :
Je cueillis la fleur dans le jardin du charme,

Aux fesses opulentes et aux hanches fines.

Je l'embrassais, fille de gazelle au cou long et au dos élancé,

Aux lèvres charnues, au teint de vin, aux dents comme l'écume
Certains des poèmes et makâmat ("séances") en arabe d'al-Harizi figurent dans les manuscrits de la Gueniza du Caire.

### Textes bilingues
Le biographe du XIIIe siècle d'al-Harizi indique que cet auteur a également composé des poèmes mixtes où les premiers hémistiches étaient en hébreu et les seconds en arabe.

## Traducteur
En tant que traducteur de l'arabe vers l'hébreu, Yehuda al-Harizi est célèbre pour avoir traduit les Makâmât, ou Séances, ouvrage poétique de Al-Hariri, sous le titre Mahberot Iti'el, c'est-à-dire Les séances d'Iti'el. Il a également traduit l'ouvrage d'Hunayn ibn Ishaq, les Aphorismes des philosophes et savants de l'Antiquité (Adab al Falasifa), particulièrement important pour ses chapitres relatifs à la musique. 
Il a traduit Le Guide des égarés de Maïmonide, en concurrence avec Juda ibn Tibbon.